# Třída Evertsen
Třída Evertsen byla třída pobřežních bitevních lodí nizozemského královského námořnictva. Celkem byly postaveny tři jednotky této třídy. Ve službě byly v letech 1895–1920.

## Stavba
Plavidla postavily nizozemské loděnice De Schelde ve Vlissingenu, Nederlandsche v Rotterdamu a Rijkswerf v Amsterdamu. Do služby byla přijata v letech 1895–1896.
Jednotky třídy Evertsen:
| Jméno     | Loděnice      | Založení kýlu | Spuštěna       | Vstup do služby   | Osud           |
| --------- | ------------- | ------------- | -------------- | ----------------- | -------------- |
| Evertsen  | De Schelde    | 1893          | 29. září 1894  | 1. února 1896     | Vyřazena 1913. |
| Piet Hein | Nederlandsche | 1893          | 16. srpna 1894 | 3. ledna 1896     | Vyřazena 1914. |
| Kortenaer | Rijkswerf     | 1893          | 27. října 1894 | 17. prosince 1895 | Vyřazena 1920. |

## Konstrukce

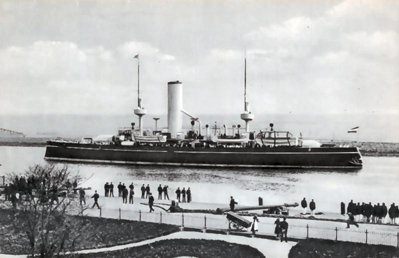
Evertsen

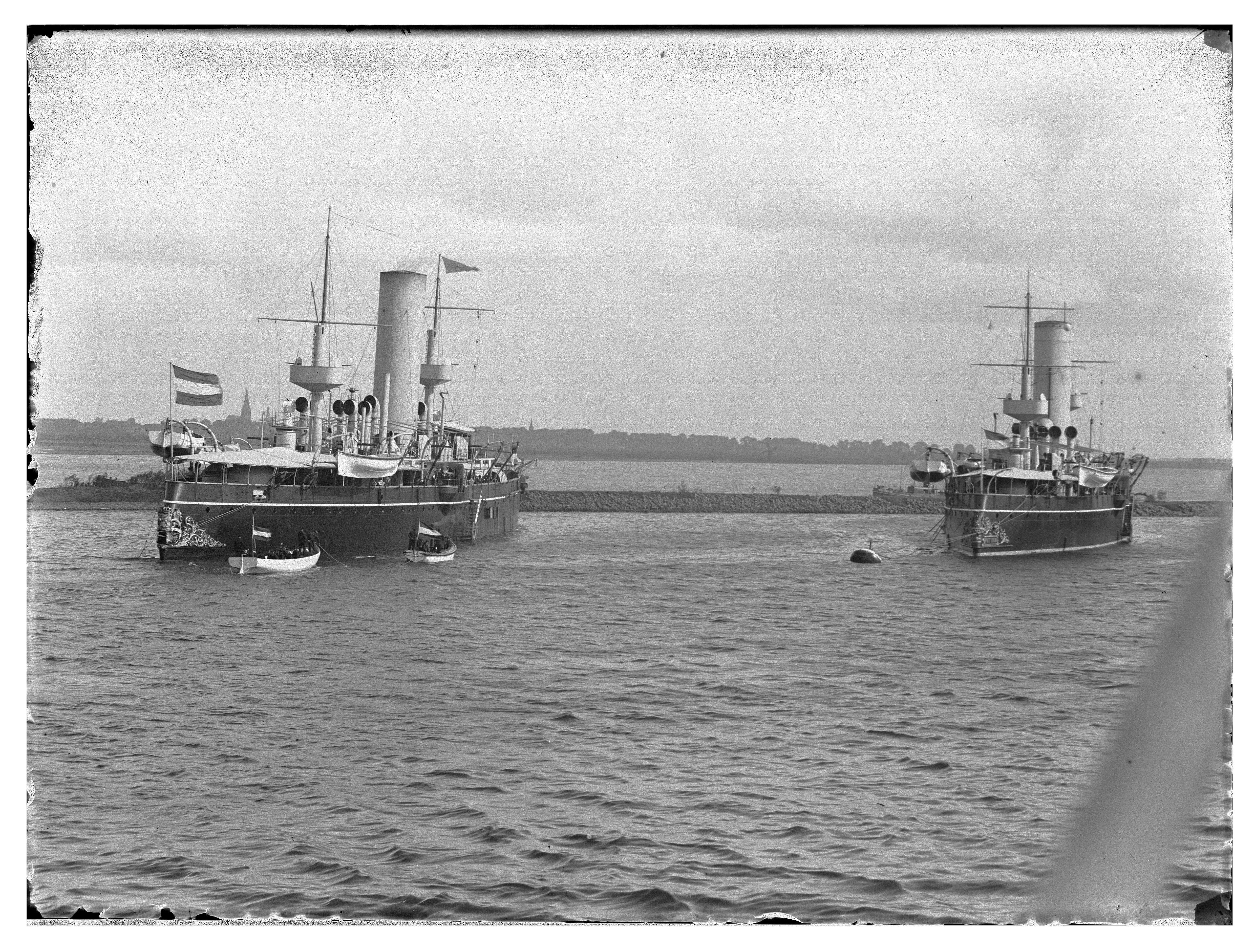
Piet Hein a Kortenaer

Výzbroj tvořily tři 209mm kanóny ve dvoudělové věži na přídi a jednodělové věži na zádi. Doplňovaly je dva 150mm kanóny, šest 75mm kanónů, osm 37mm kanónů a tři 450mm torpédomety. Pohonný systém tvořilo šest kotlů a parní stroje o výkonu 4700 hp, pohánějící dva lodní šrouby. Nejvyšší rychlost dosahovala 16 uzlů. Dosah byl 2800 námořních mil při rychlosti 9 uzlů.